# Chixdiggit
Chixdiggit, ibland Chixdiggit!, är ett kanadensiskt punkband från Calgary, Alberta. Gruppen bildades 1991 av Mark O'Flaherty (gitarr), K.J. Jansen (sång, gitarr) och Michael Eggermont (bas). Flera trummisbyten följde innan Jason Hirsch 1992 blev stadigvarande på positionen. Chixdiggits musik kan definieras The Ramones-influerad poppunk.
Chixdiggits första skivsläpp blev 7"-singeln Best Hung Carrot in the Fridge (Lance Rock Records 1995). Singeln följdes av det självbetitlade debutalbum, Chixdiggit, som utkom 1996 på Sub Pop Records. Albumet mottogs väl bland kritikerna, men trots detta valde Sub Pop att bryta kontraktet eftersom bandets musik inte ansågs passa bolagets musikaliska profilutveckling. Kort efter uppsägningen kontrakterades bandet istället av Honest Don's, som utgav gruppens andra studioalbum Born on the First of July 1998. Ytterligare ett studioalbum för bolaget följde, 2000 års From Scene to Shining Scene, innan bolaget bytte till Fat Wreck Chords. På detta bolag gavs Pink Razors ut 2005.
2007 kom skivan Chixdiggit! II ut på svenska Bad Taste Records. Skivan var en nyinspelad version av bandets debutalbum. Efter några års tystnad utkom EP-skivan Safeways Here We Come 2011.

## Medlemmar
- Jason Hirsch - trummor
- K.J. Jansen - sång, gitarr
- Mark O'Flaherty - gitarr
- Michael Eggermont - bas

## Diskografi

### Album
- 1996 - Chixdiggit
- 1998 - Born on the First of July
- 2000 - From Scene to Shining Scene
- 2005 - Pink Razors
- 2007 - Chixdiggit! II

### EP
- 2011 - Safeways Here We Come

### Samlingsalbum
- 2000 - Best Hung Carrot in the Fridge (samlings-10" innehållandes gruppens debutsingel, demoinspelningar, låtar från samlingsskivor samt tidigare outgivna spår)

### Singlar
- 1995 - Best Hung Carrot in the Fridge (Lance Rock Records)
- 1996 - Shadowy Bangers from a Shadowy Duplex/Song for R (Sub Pop Records)
- 1996 - Where's Your Mom? (promotionsingel, Sub Pop Records)
- 1997 - Chupacabras (Honest Don's)
- 1998 - Chronic for the Troops (splitsingel med Groovie Ghoulies, Delmonico Records)
- 2005 - Free Promo Sampler (promotionsingel tillsammans med Venerea, Bad Taste Records)

### Fotnoter
1. 1 2  DaRonco, Mike. ”Chixdiggit”. Allmusic.com. http://www.allmusic.com/artist/chixdiggit-p175040/biography. Läst 12 januari 2012.
2. 1 2  ”Diskografi”. Discogs.com. http://www.discogs.com/artist/Chixdiggit. Läst 12 januari 2012.
3. ↑  ”Chixdiggit! II”. Discogs.com. http://www.discogs.com/Chixdiggit-Chixdiggit-II/release/1145664. Läst 12 januari 2012.